# Parantropora
Parantropora is een mosdiertjesgeslacht uit de familie van de Antroporidae en de orde Cheilostomatida. De wetenschappelijke naam ervan is in 1998 voor het eerst geldig gepubliceerd door Tilbrook.

## Soorten
- Parantropora laguncula (Canu & Bassler, 1929)
- Parantropora penelope Tilbrook, 1998